# 肯尼斯·錢納特
肯尼斯·錢納特（1951年6月2日—）是美國運通的執行長。

## 生平
錢納特於1981年加入美國運通，當時他的職位是策略計劃，後來他於1998年升任為總裁及首席營運長他自2001年接任執行長一職，成為第三位財富500強公司的非裔美籍執行長。